# UKNC
UKNC (ロシア語: УКНЦ)は、学校の計算機科学コースで使用することを狙ったソヴィエト連邦のPDP-11互換教育用コンピュータである。
Electronika MS-0511としても知られている。
UKNCは「科学センターによる教育用コンピュータ」という意味である。

## ハードウェア
- CPU: KM1801VM2 @ 8 MHz, 16 bit データバス, 17 bit アドレスバス
- PPU (周辺機器処理ユニット): KM1801VM2 @ 6.25 MHz
- CPU RAM: 64 KB
- PPU RAM: 32 KB
- PPU ROM: 32 KB
- PPU VRAM: 96 KB (3面構成。各面32KBなので、96KB。1画素は3ビットで構成されており、各面で1ビット使った)
- グラフィックス: 最大640×288画素。1ラインにつき8色（画面全体で16色あるいは53色）。1ラインは個別にカラーパレットを設定できる。解像度は1ライン毎に80画素、160画素、320画素、そして640画素が選択可能。288ラインのそれぞれにメモリアドレスが割り当てられている。テキストモードはない。
- キーボード: 88キー (MS-7007)。JCUKEN (Latin)（英語版）配列。
- 内蔵LANコントローラー
- 汎用もしくは専用テープレコーダーのためのコントローラーを内蔵（データストレージを使うため。通常は5-inch FDDを使う）

その設計の1つの特徴は、PPU (peripheral processing unit: 周辺機器処理ユニット)であった。
PPUは、CPUの負荷を軽減し、周辺機器（ディスプレイ、音声など）の管理の責任を負う。しかし、CPUと同様にユーザープログラムを実行することができる。
このコンピューターは、3つのモデル（0511、0511.1、0511.2）が発売された。
0511.1は、家庭内利用を意図しており、他のモデルが42V交流電源を使うのに対して、220V交流電源に対応した電源を搭載している。
0511.2は、機能を拡張した新しいファームウェアとキーボードの灰色のキーの印刷を最初のバージョンから変更したことが特徴であった。
写真は0511.2の一種である。
動的な冷却装置がなかったので、少なくとも0511.2は数時間の操作後にオーバーヒートして停止することが多かった。

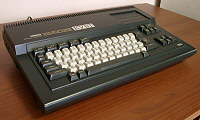
ソヴィエト連邦の学校向けに設計された YAMAHA YIS503II MSXパーソナルコンピュータ。略称の "КУВТ" は、「コンピューターを教育するクラス」を意味する。

筐体の設計、キーボードの配置、拡張スロットの位置と形状は、ヤマハのMSXパーソナルコンピュータに影響されたものである。
ヤマハのMSXは、ソヴィエト連邦の学校で使用するために1980年代の初め頃にソヴィエト連邦によって購入されたものであった。
同じ筐体は、印刷を変更して、Elektronika MS-1502と呼ばれるIBM PCのクローンを製造するために再利用されたが、かつて有名だったPoisk（これもIBM PC互換機）よりも知名度は低い。
同じ筐体とキーボードは、さらにRusichと呼ばれるIntel 8085を搭載した教育用コンピュータを製造するためにも使われた。

## ソフトウェア
- オペレーティングシステム: RAFOS, FODOS (RT-11 クローン), あるいは RT-11SJ/FB
- LAN 制御プログラム
- プログラミング言語:
  - BASIC (Vilnius BASIC（英語版）)
  - FORTRAN
  - Pascal
  - Modula-2
  - C言語
  - アセンブリ言語
  - Rapira（英語版）
  - E-practicum
  - LOGO
  - Prolog
  - Forth
  - FOCAL（英語版）